# Cultura a Genova
Genova è stata capitale europea della cultura per il 2004, assieme alla città francese di Lilla, ed è sede del Festival della scienza.

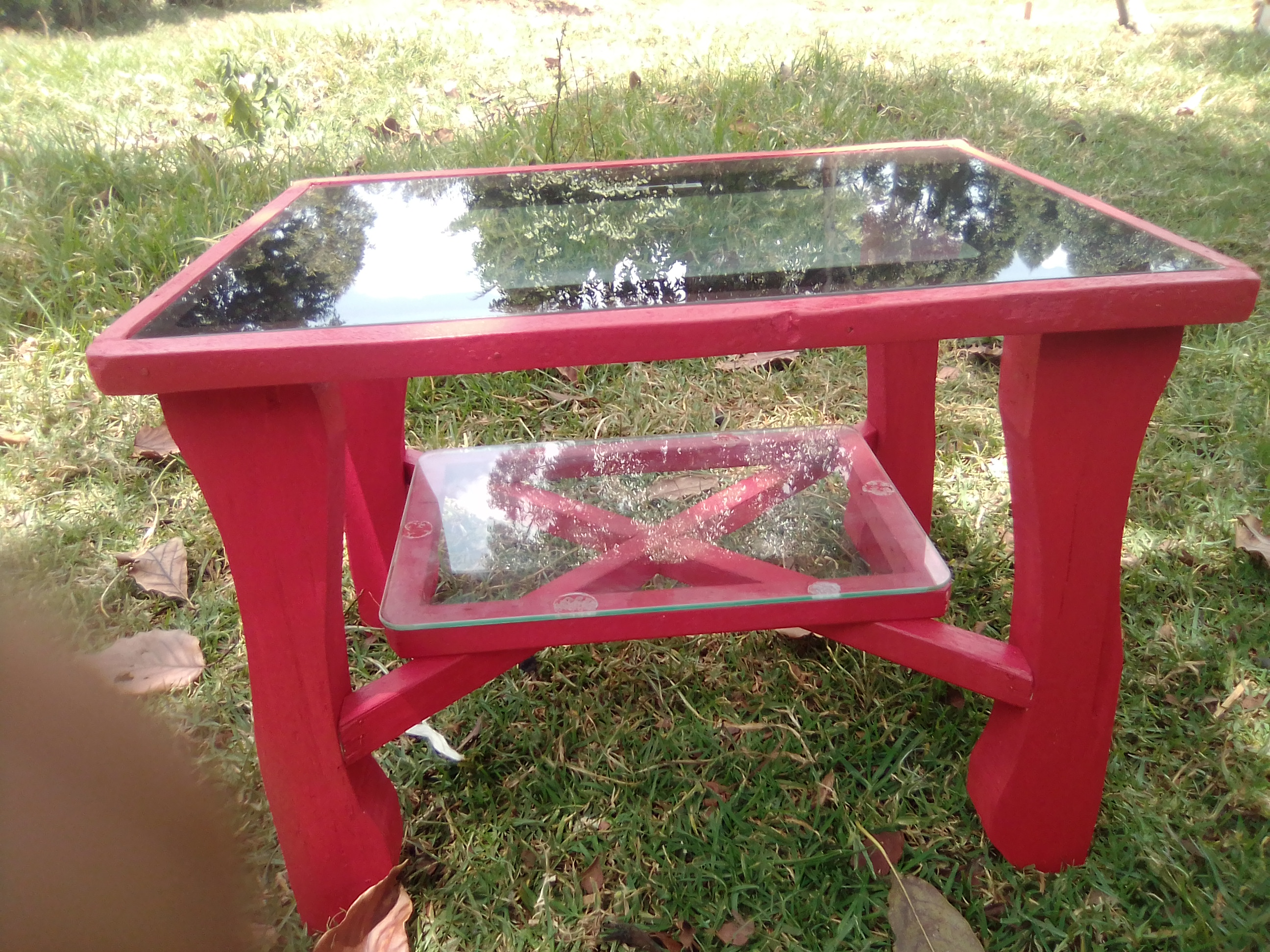
Università degli Studi di Genova

Conosciuta anche all'estero per il pesto (salsa per condimento a base di basilico locale, pinoli, aglio, formaggio pecorino e olio di oliva), la "Superba" vanta il primato di essere stata la "culla del calcio italiano". Qui fu infatti tenuta a battesimo nel 1893 la prima società calcistica, il Genoa Cricket and Football Club, fondata dal medico inglese James Spensley che conquistò all'inizio del secolo 9 scudetti ed una coppa Italia.
Nel 1946 nasce, dalla fusione fra la Società Ginnastica Andrea Doria (fondata nel 1895) e la Ginnastica Sampierdarenese (fondata nel 1891 e che aprì la sezione calcio nel 1899), la Sampdoria. Negli ottanta e novanta la Sampdoria ha vinto uno scudetto, una Coppa delle Coppe, una Supercoppa italiana, quattro volte la Coppa Italia e arrivando a disputare nel 1992 la finale di UEFA Champions League contro il Barcellona, oltre a disputare altre numerose e svariate finali di competizioni nazionali ed europee.
Fra gli altri primati cittadini figura quello del 1914 quando, in occasione dell'Expo Internazionale, fu costruita una metropolitana sopraelevata su piloni che collegava la zona del Porto Antico a piazza della Vittoria, passando su quella che è via dei Pescatori. La metropolitana costruita a tempo di record (non più di 2 mesi) con 2 carrozze che si interscambiavano a metà percorso, fu smantellata al termine della manifestazione. Oggi, Genova può contare su una linea metropolitana di tipo leggero in grado di congiungere i sobborghi nord-occidentali al centro cittadino.
Genova vanta infine un'altra importante primogenitura: quella di "patria" dei blue-jeans infatti, la parola jeans deriva da Gênes il nome francese per Genova.

## Istruzione
Genova è sede di 18 istituti di studi superiori (sia pubblici che privati) e 15 centri linguistici (privati). Tra i principali enti spiccano per eccellenza l'Università degli Studi di Genova, il Conservatorio Niccolò Paganini, l'Accademia ligustica di belle arti nonché l'Istituto italiano di tecnologia.
Oltre all'Università che raccoglie undici facoltà, gli altri istituti sono perlopiù monofacoltà, e rispettivamente sono: gastronomico, architettonico, astronomico, tecnologico, idrografico, linguistico, medico, della Marina Mercantile, artistico, musicale, danza accademica.

### Biblioteche
La città dispone di un notevole patrimonio librario, ripartito in numerose raccolte librarie, le più importanti delle quali possono considerarsi la Biblioteca universitaria, la Biblioteca civica Berio, la Biblioteca Franzoniana, la Biblioteca Lercari, la  Biblioteca musicale del Conservatorio, la Biblioteca De Amicis specializzata per l'infanzia.
Esistono inoltre numerose biblioteche di quartiere.

### Archivi
L'Archivio di Stato di Genova custodisce, fra l'altro, i documenti ufficiali della Repubblica di Genova e del Banco di San Giorgio. Conserva inoltre l'archivio completo dei notai della città dal 1154.

### Ricerca
Dal 1995, Genova è sede del Festival internazionale di poesia di Genova, uno dei principali festival di poesia e letteratura in Europa. Importante a Genova è anche la tradizione teatrale che ha formato diversi attori, registi e scenografi di fama nazionale ed internazionale. Da alcuni anni la città sta assumendo importanza anche in ambito scientifico. Vi si svolge infatti ogni anno in autunno il Festival della scienza ed è sede dell'Istituto italiano di tecnologia e di un'Area della Ricerca del CNR.

### Scuole
A Genova sono presenti numerosi istituti (pubblici e privati) di istruzione secondaria superiore, ad indirizzo umanistico, scientifico, tecnico e professionale:
- Istituto di Istruzione Superiore Statale Servizi del Turismo e per Geometri I.S.S.S. "Firpo - Buonarroti"[2]
- Istituto Professionale Servizi Alberghieri della Ristorazione e del Turismo Nino Bergese
- Istituto di Istruzione Superiore Statale Italo Calvino
- Istituto d'Istruzione Superiore - A.Gastaldi - G.C.Abba
- Istituto Professionale di Stato Settore Industria e Artigianato Attilio Odero
- Istituto di Istruzione Superiore Statale Primo Levi
- Istituto Professionale di Stato per l'Agricoltura e l'Ambiente Bernardo Marsano
- Istituto Professionale di Stato Settore Industria e Artigianato Piero Gaslini
- Istituto Professionale per l'Industria e l'Artigianato Duchessa di Galliera
- Istituto tecnico dei trasporti e logistica Nautico San Giorgio[3]
- Istituto Statale Linguistico Economico Informatico Turistico Eugenio Montale
- Istituto Tecnico Industriale Statale "E. Majorana - G. Giorgi"[4]
- Istituto Tecnico Industriale "Galileo Galilei"[5]
- Istituto professionale statale alberghiero Marco Polo
- Liceo artistico Paul Klee
- Liceo classico Cristoforo Colombo
- Liceo classico Giuseppe Mazzini
- Liceo classico e scientifico San Giuseppe Calasanzio
- Liceo ginnasio Andrea D'Oria
- Liceo linguistico e istituto professionale Eugenio Montale
- Liceo linguistico Grazia Deledda
- Liceo linguistico - delle Scienze Umane - Coreutico Piero Gobetti
- Liceo scientifico Leonardo Da Vinci
- Liceo scientifico Enrico Fermi
- Liceo scientifico statale annesso al Convitto Nazionale Cristoforo Colombo
- Liceo scientifico Luigi Lanfranconi
- Liceo scientifico Marcellino Champagnat
- Liceo scientifico e classico Martin Luther King
- Liceo scientifico Gian Domenico Cassini
- Scuola Germanica di Genova

### Università
La città è sede dell'Università di Genova, che possiede anche sedi decentrate ad Imperia, Pietra Ligure, Savona, Chiavari e La Spezia. Sono presenti pressoché tutte le facoltà del sistema superiore scolastico italiano. Di una certa rilevanza è il Corso di Laurea di Ingegneria Navale, uno dei pochi presenti in Italia che fonda le sue radici direttamente sulla "Regia Scuola Superiore Navale di Genova" fondata nel 1870, prima del suo genere in tutto il Regno d'Italia.
Altri istituti di grado universitario attivi a Genova sono:
- Conservatorio Niccolò Paganini, Istituto di alta formazione musicale
- Accademia ligustica di belle arti
- (Futuro) Polo Genovese dell'Università di Scienze Gastronomiche[7] – L'accordo raggiunto tra la Regione Liguria e Slow Food porterà, nel capoluogo ligure, un corso di laurea magistrale, che avrà come sito logistico i Magazzini dell'Abbondanza, nell'area del Porto Antico.
- Clemson University, università americana, con facoltà di architettura a Genova[8]
- Università Popolare Sestrese O.A.G.[9]

Istituti liberi universitari
- Istituto italiano di tecnologia
- Istituto Idrografico della Marina

Accademie universitarie
- Accademia Nazionale di Medicina[10]
- Accademia italiana della marina mercantile
- Accademia Artistica Genovese Sinafé
- Accademia Genovese Cultura Fisica
- Accademia Internazionale Messner
- Accademia Genova SAS
- International Dance Academy di Genova
- Accademia Musicale Teresiana di Arenzano
- Accademia del Mare di Bogliasco

### Accademie
A Genova ha sede l'Accademia ligure di scienze e lettere, che riunisce i maggiori studiosi della città nelle due classi di scienze (scienze fisiche, naturali, matematiche e mediche) e di lettere (letteratura, scienze morali, storia). Pubblica regolarmente i propri Atti, ed inoltre cura l'edizione di numerose opere scientifiche e letterarie. Gestisce inoltre una propria biblioteca, ed infine organizza conferenze e incontri culturali.

## Architetture religiose
Per l'elenco delle chiese di Genova consultare: chiese di Genova

## Musei e teatri

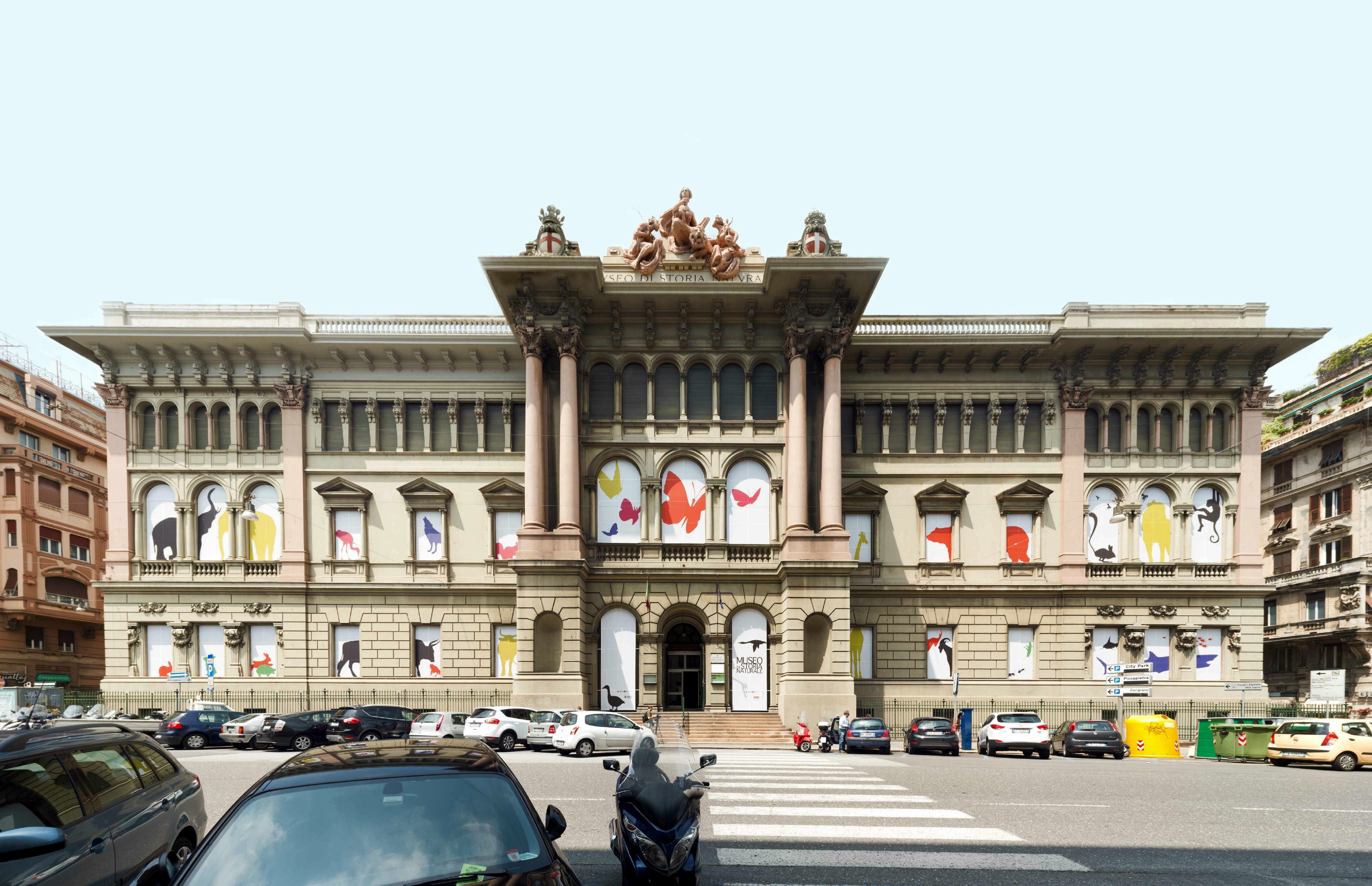
Il museo di storia naturale

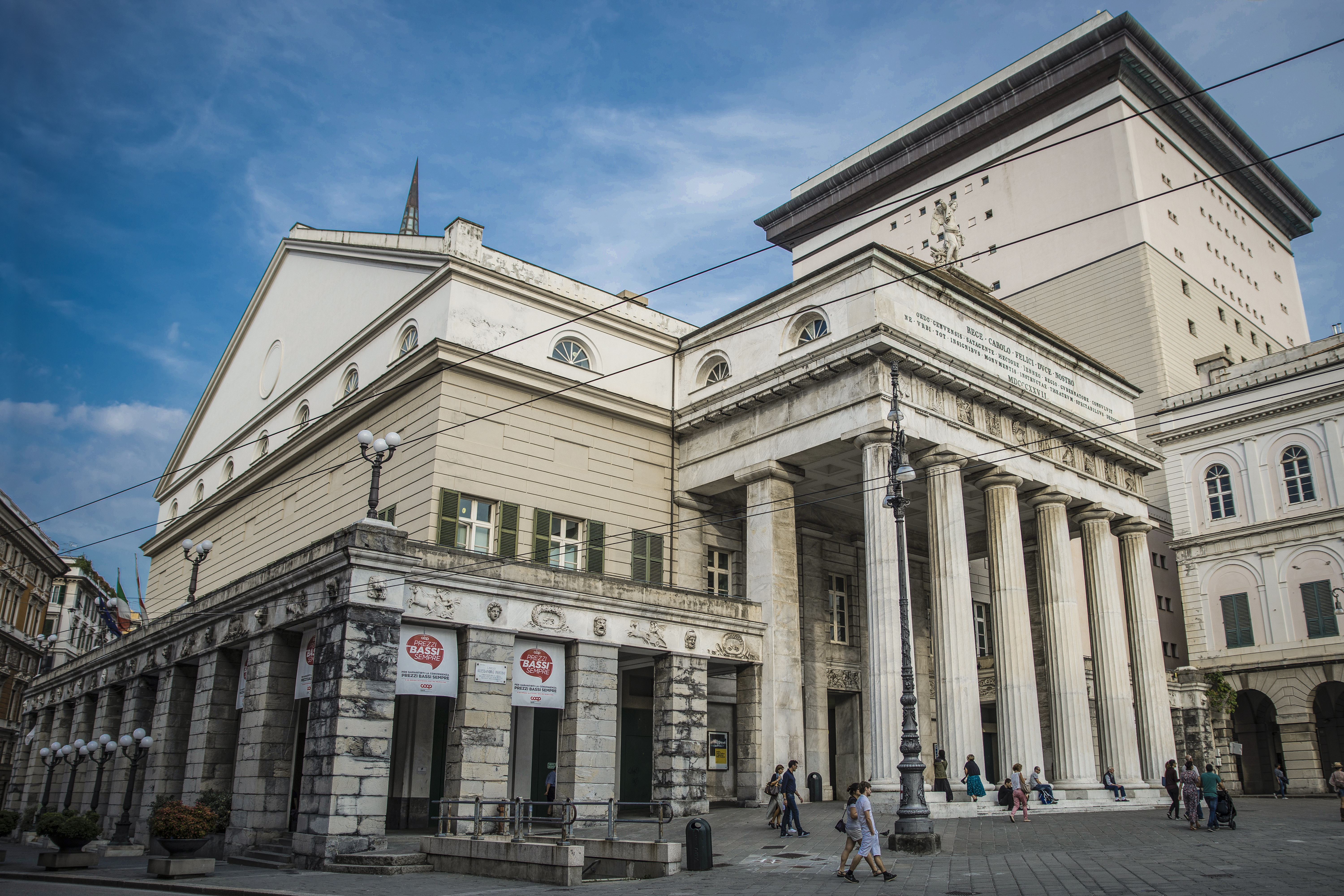
Il teatro Carlo Felice in piazza De Ferrari

Di valore culturale è il complesso museale cittadino, articolato in diverse strutture e pinacoteche, fra le quali le gallerie di Palazzo Bianco, Palazzo Rosso e Palazzo Reale, il palazzo del Principe, antica residenza di Andrea Doria, e il Palazzo Ducale.
Nel quartiere della Darsena è attivo dal 2004 un complesso museale edificato su un palazzo preesistente e ristrutturato, il Galata − Museo del mare.
Il sistema museale dispone inoltre, sempre al porto antico, del Museo dell'Antartide e dei Magazzini dell'Abbondanza e del Cotone. Un museo a cielo aperto può essere considerato l'incontro della Nave d'alto bordo che si tiene periodicamente alle calate del porto antico (The Tall Ships' Races 2007 Mediterranea) e che raduna velieri/nave scuola da tutto il mondo.
All'interno del complesso monumentale della Cattedrale, dedicata a San Lorenzo, si trovano il museo del tesoro, posto negli ambienti ipogei del duomo, e il Museo diocesano, che ha sede nel suo chiostro medievale.
Un Museo delle culture del mondo è allestito al castello d'Albertis mentre sale con strumentazioni scientifiche sono visitabili al castello Mackenzie edificato ad inizio del XX secolo da Gino Coppedè. Numerose sono poi le realtà museali dislocate nelle delegazioni comprese tra Voltri a Nervi.
A Villetta Di Negro si trova il Museo d'arte orientale intitolato a Edoardo Chiossone, nel quale sono esposte pitture e sculture provenienti dal Giappone e dalla Cina, oltre a una collezione di tremila stampe create tra il XVII e il XIX secolo.
Il Museo di storia naturale Giacomo Doria, il Museo di Sant'Agostino e il Museo d'arte contemporanea Villa Croce ospitano rispettivamente reperti scientifici e storici e mostre di pittura; altre manifestazioni culturali - fra cui esposizioni e concerti di musica - sono organizzate poi ciclicamente a Villa Luxoro e a Villa Grimaldi Fassio, sede delle Raccolte Frugone, ai Parchi di Nervi.
Il Museo di archeologia ligure, presso il quale si trovano reperti della storia genovese (tra cui la Tavola bronzea di Polcevera, che riporta il primo atto giuridico della Liguria di cui si abbia traccia) si trova a Pegli, nella Villa Durazzo-Pallavicini, villa dotata di un vasto parco in stile romantico ottocentesco.
Una istituzione di rilevanza culturale è anche il Civico museo biblioteca dell'attore, che comprende materiali di importanti attori teatrali italiani.
Punti di riferimento per la cultura musicale cittadina sono il Teatro Carlo Felice, affiancato dalla programmazione teatrale offerta dal Teatro Nazionale di Genova.
I teatri di Genova:
- Teatro Carlo Felice

- L'Ente autonomo Teatro Nazionale di Genova, gestisce:
  - Teatro Ivo Chiesa (sede del Teatro Stabile di Genova)
  - Teatro Eleonora Duse
  - Teatro Gustavo Modena
  - Sala Mercato

- L'Onlus Fondazione Luzzati - Teatro della Tosse, gestisce:
  - Teatro di Sant'Agostino (con le sale "Aldo Trionfo", "Dino Campana", "La Claque")
  - Teatro del Ponente
  - Teatro Villa Duchessa di Galliera

- Teatro Akropolis
- Teatro Albatros
- Teatro Altrove
- Teatro dell'Arca
- Teatro Carignano
- Teatro Garage
- Politeama Genovese
- Teatro della Gioventù
- Teatro della Giovine Orchestra Genovese
- Teatro Govi
- Teatro Instabile
- Teatro Lunaria

- Teatro Verdi

Gli storici teatri oggi chiusi:
- Teatro del Falcone
- Teatro Sociale
- Teatro Margherita

A Genova nacque il violinista Niccolò Paganini e la città è proprietaria, per lascito testamentario, del suo famoso violino, un Guarneri del Gesù, conosciuto come il Cannone di Paganini. Il violino è conservato presso il Comune, assieme a un altro strumento, copia del Cannone, fatto costruire da Paganini e regalato al suo unico allievo Camillo Sivori.

## Sale cinematografiche
Come molte città italiane Genova ha avuto un boom di apertura di sale cinematografiche tra gli anni '40 del Novecento e gli anni '80, anche in parallelo alla fiorente produzione filmica di quegli anni; in seguito al calo dell'affluenza molte di queste sale storiche sono ormai chiuse e riadattate ad attività commerciali o locali di servizio. Negli anni Novanta e Duemila hanno aperto i multisala del Cineplexx Porto Antico (ora The Space) e UCI Cinemas Fiumara.

## Media

### Stampa
- Il Secolo XIX
- Corriere Mercantile

### Televisione
Genova è la principale sede regionale della Rai.
In città ha sede Primocanale, principale emittente della Liguria e della provincia di Massa e Carrara.
Altre emittenti con sede nel Comune sono: Teleliguria, Telenord e Telegenova. Fino al 2017 anche il canale 7 Gold Telecity aveva una redazione locale a Genova 
nel quartiere Sampierdarena, in seguito dismessa.

### Radio
- Radio Babboleo
- Radio 19
- Radio Nostalgia

### Cinema e videoclip
Inoltre La Superba, per la bellezza dei suoi monumenti storici e moderni e per l'eterogeneo e variegato paesaggio (vicoli del centro storico, i grandi corsi e viali alberati, le aree verdi e l'aspetto della metropoli portuale, il mare e le alture) si presta molto bene a diventare il centro di importanti riprese cinematografiche.
I primi a "girare" a Genova furono i fratelli Lumière nel 1896 in piazza Caricamento. Da lì, le maggiori produzioni genovesi si sviluppano intorno al genere Poliziesco, al Giallo all'Italiana, ma anche film a carattere storico e moderne fiction, spesso girate nei dintorni della Città della Lanterna.
La città è sede della Fondazione Genova-Liguria Film Commission che promuove lo sviluppo delle produzioni cinematografiche sul territorio, e del Genova Film Festival.
La città è inoltre location di diversi videoclip di importanti artisti, ultimi tra i quali Mal, Artisti Uniti per Genova, Povia, Negrita, Tiromancino, Moony, Marlene Kuntz, Dolcenera, Delta V, Almamegretta, Cristina Donà, Enrico Boccadoro, Baustelle, Meganoidi, Violante Placido, Buio Pesto, Piero Pelù, Negramaro, Nek, Ligabue e Fabri Fibra.
Difatti Genova è anche teatro del Videoclip Jam Festival.
A Genova si svolge annualmente il V.I.C. - Videoclip Italia Contest, concorso nazionale che premia il miglior videoclip italiano auto-prodotto con la consegna del "FIM Award". Il concorso è organizzato da Maia e dall'Associazione di Promozione Sociale L'Alveare in collaborazione con "Genova-Liguria Film Commission". La premiazione avviene a maggio nell'ambito del "FIM - Fiera Internazionale della Musica" alla Fiera del Mare di Genova con il patrocinio del Comune di Genova e della Regione Liguria.

### Film e fiction girati a Genova
- Achtung! Banditi!
- Agata e la tempesta
- Amanti senza amore
- Amore che vieni, amore che vai
- Amore mio aiutami
- A tu per tu
- Balilla ovvero la cacciata degli austriaci da Genova
- Beautiful (Beautiful a Portofino)
- Blanca
- Branchie
- Capitan Basilico e Capitan Basilico 2 - I Fantastici 4+4
- Capri 2 (Alcune scene girate a Genova)
- Che tempi!
- Colpi di timone
- Come se fosse amore
- Cristoforo Colombo
- Dagli Appennini alle Ande(1943)
- Dagli Appennini alle Ande(1960)
- Di che segno sei?
- Edizione straordinaria
- Exit Genua- all out
- Fanfaren der ehe
- Fanny
- Fari nella nebbia
- Figurine
- Florette e Patapon
- Gangsters
- Genova a mano armata
- Genova - Un luogo per ricominciare
- Giorni e nuvole (2006)
- Gli indesiderabili
- Guido che sfidò le Brigate Rosse
- I mille
- Il bandito dagli occhi azzurri
- Il cittadino si ribella
- Il commissario del popolo
- Il generale Della Rovere
- Il genovese liberale
- Il giorno del Cobra
- Il giorno dello sciacallo
- Il giovane Garibaldi

- Il giovane normale
- Il magistrato
- Il Mistero Della Casa Dirimpetto
- Il segreto del successo
- Il suo nome faceva tremare - Interpol in allarme
- Il volpone
- In principio erano le mutande
- Incubo
- International Police (Interpol)
- InvaXön - Alieni in Liguria
- Invito al viaggio
- Italia a mano armata
- Joan Lui - Ma un giorno nel paese arrivo io di lunedì
- Kidnapping
- Lacrime d'amore
- La banda Casaroli
- La bambola di Mimma
- La fanciulla dell'altro mondo (1934)
- La battaglia dei Mods
- La bocca del lupo
- La legge dei gangsters
- La festa perduta
- La femme de nulle part
- La nostra ora
- La polizia è al servizio del cittadino?
- La polizia incrimina, la legge assolve
- La ragazza con la valigia
- La rotta del terrore
- La stella che non c'è (2006)
- La tratta delle bianche
- La via della droga
- Le cinque stagioni
- Le mura di Malapaga
- Les bras de la nuit
- Lo sbarco a Genova delle salme dei generali Lamarmora e Montevecchi
- Lucky Luciano
- L'amore imperfetto
- L'angelo con la pistola
- L'inchiesta
- L'Italia s'è rotta

- L'ultimo addio
- L'uomo senza memoria
- Malinconico autunno
- Mameli - Il ragazzo che sognò l'Italia
- Mare matto
- Mark il poliziotto spara per primo
- Martin Toccaferro
- Mirco
- Muro d'asfalto
- Napoli violenta (Una parte è girata a Genova)
- Onde
- Padre e figlio
- Perché quelle strane macchie di sangue sul corpo di Jennifer?
- Perdonami!
- Persiane chiuse
- Petra
- Processo contro ignoti
- Profumo di donna
- Proibito baciare
- Ricchi e Poveri (Briscola)
- Robinet marinaio
- Rossella
- Saranno uomini
- See you- verso il mare
- Sei serie comiche
- Sissignora
- Stregati
- Suor Anna Rosa
- The pleasure garden
- Trieste o l'impero della forca
- Un posto al sole (Alcune scene girate a Genova)
- Uno su due
- Vele ammainate regia di Anton Giulio Bragaglia (1931)
- Vento di ponente
- Violenze sociali
- Viva l'Italia
- Voci
- Vuoti a perdere
- Walter e i suoi cugini
- When in Rome (Anno Santo) film del 1952 diretto da Clarence Brown
- 500!

### Cartoni animati e anime
A Genova prende avvio il ventitreesimo special televisivo dell'anime giapponese Lupin III dal titolo Lupin III - La pagina segreta di Marco Polo. Nella trama l'archeologo Theo Argent ha ritrovato a Palazzo San Giorgio l'unica pagina mancante dal libro Il Milione di Marco Polo, realmente prigioniero nelle segrete del palazzo, dove scrisse appunto il celebre libro. La parte iniziale, che si svolge a Genova, vede la fuga di Lupin III, accusato dell'omicidio dell'archeologo, fra Palazzo San Giorgio, piazza Caricamento, il Porto Antico ed i caruggi. Nel corso del film televisivo sono ben identificabili inoltre le sagome del Bigo e di Torre Piacentini, la facciata di Palazzo San Giorgio, la sopraelevata, i palazzi ed i portici di Sottoripa). Inoltre le guardie del palazzo, al momento dell'allarme, stanno guardando un incontro di calcio ed esultano per un gol del Genoa.

## Musica
Sono scarse le informazioni sull'attività musicale nei primi anni della storia della città. E anche successivamente, la potente Repubblica di Genova, per molti anni, ha sempre rivolto maggiore attenzione ai commerci ed al mantenimento delle proprie colonie.
Una discreta presenza, degna di essere evidenziata, si registra comunque ai tempi dei troubadors e uno dei personaggi più rappresentativi risponde al nome di Lanfranco Cigala (morto nel 1258 circa), uomo di legge, buon conoscitore della lingua occitana a lui familiare per i frequenti viaggi in Provenza quale rappresentante diplomatico della Repubblica di Genova.

È intorno alla sua persona che si riunisce un gruppo di borghesi, anch'essi per la maggior parte giuristi (Bonifacio Calvo, Lucchetto Gattilusio, Percivalle e Simone Doria), che danno vita ad un cenacolo trobadorico tra i più importanti d'Italia. Si incontravano in casa di Lanfranco, loro indiscusso vate, per discutere, leggere e ispirarsi alle rime dei più famosi esponenti della lirica provenzale.
Negli anni successivi, riferimenti sulla vita musicale a Genova sono reperibili solo consultando archivi ecclesiastici in quanto tale attività è sostenuta e favorita dalla Chiesa e dalla nobiltà locale. I musicisti citati però provengono soprattutto da regioni limitrofe: Franchino Gaffurio (Lodi, 1451-1522), sacerdote e teorico musicale al servizio della famiglia Adorno; Vincenzo Ruffo (Verona, 1510-1587), compositore, maestro di cappella nei Duomo di Verona e Milano, a Genova al servizio di Andrea Doria.

Verso la fine del Cinquecento la vita musicale della città registra un grande impulso grazie alle iniziative della Cattedrale di San Lorenzo che si organizza assumendo cantori e strumentisti fino a costituire un imponente organico musicale composto da un coro di 65 elementi e 34 orchestrali.

In questo periodo si distinguono i due maestri di cappella, ambedue genovesi, Giovanni Battista Dalla (Della) Gostena (1558 circa-1593), autore anche di madrigali e opere per liuto e il nipote Simone Molinaro (1565–1615), i cui temi musicali sono stati utilizzati da Ottorino Respighi per una parte delle Antiche Arie e Danze, Suite numero 1. Un altro organista importante della Cattedrale è stato Michelangiolo Rossi (16 febbraio 1601 56) uno dei migliori allievi di Frescobaldi.
Non è un caso se Niccolò Paganini (1782–1840), il più illustre musicista genovese, abbia tenuto i suoi primi concerti in diverse chiese della città. Acclamato violinista di eccezionale virtuosismo, Paganini è stato anche un compositore innovativo che ha scritto importantissime opere per il suo strumento (tra cui 24 Capricci, Variazioni, Concerti, 'Moto Perpetuò Sonate à mouvement perpetual 1831-1835). I suoi insegnanti furono Giacomo Costa, e Francesco Gnecco.
La sua prodigiosa tecnica è arrivata sino ai giorni nostri attraverso alcuni musicisti che se la sono tramandata. L'eccezionale catena inizia con Camillo Sivori (1815–1894) suo unico allievo, che a sua volta insegna a Francesco Sfilio (grande didatta fino a poco tempo fa dimenticato) e quest'ultimo a Giuseppe Gaccetta.
Per volontà di Gaccetta, nel 2000, è stata costituita una fondazione intitolata a Francesco Sfilio. Il ricordo di Paganini viene tenuto vivo dall'Istituto di Studi Paganiniani, di cui è stata grande animatrice Alma Brughera Capaldo, editore degli interessanti Quaderni. Il Comune di Genova, dal canto suo, organizza ogni due anni il Premio Paganini, concorso internazionale di violino con lo scopo di premiare nuovi giovani talenti. Dalla sua fondazione ha laureato artisti importanti, tra i quali Gyorgy Pauk, Gérard Poulet, Salvatore Accardo, Gidon Kremer, Ilya Grubert e, in tempi più recenti, Massimo Quarta, Giovanni Angeleri, Leonidas Kavakos, Ilya Gringolts e Shoji Sayaka. Nella serata conclusiva il vincitore del Premio ha l'onore di suonare il violino con cui si esibiva Paganini: un Guarneri del Gesù del 1743 detto "il Cannone di Paganini".
Tra i tanti violinisti genovesi degni di citazione ricordiamo Giovanni Antonio Guido che in Francia, dove era emigrato, ottenne un notevole successo con l'opera Scherzi armonici sopra le quattro stagioni dell'anno, op. 3 (ad imitazione di quelle di Vivaldi); Cesare Pugni, oltre che violinista virtuoso anche compositore di opere, musica strumentale e balletti. Non c'è stata grande ballerina del periodo romantico che non si sia esibita in coreografie sulla musica di Pugni.
Genova è sempre stata anche un approdo di molti importanti musicisti. Punto aggregante il Teatro del Falcone (di proprietà della Famiglia Adorno) inaugurato nel 1652. Da questo teatro sono passati: Cavalli, Lotti, Monteverdi, Galuppi, Cimarosa, ecc. Nella seconda metà del Seicento si stabilisce a Genova Alessandro Stradella, figura importante del medio barocco italiano, compositore di melodrammi, personalità estroversa altalenante tra una vita dedita alla composizione e una vita scioperata.
Molti sono gli artisti che, nati a Genova, hanno trovato importanti riconoscimenti nei diversi settori del mondo musicale lavorando soprattutto all'estero: Carlo Emanuele Barbieri, compositore di numerose opere teatrali e balletti, direttore molto considerato nel campo operistico e dal 1862 direttore del Teatro Nazionale di Budapest; Michele Novaro, secondo tenore e maestro dei cori del Teatro Regio di Torino, compositore di numerosi inni tra cui l'inno nazionale italiano su testo di Goffredo Mameli; Margherita Carosio, uno dei più grandi soprani dei suoi tempi con una carriera di quasi cinquant'anni in tutti i più importanti teatri del mondo; Piero Guelfi, baritono operante intorno alla metà del XX secolo; Giuseppe Barzizza, conosciuto come Pippo Barzizza, direttore d'orchestra e compositore, autore anche di un trattato sull'orchestrazione moderna nella musica leggera; Angelo Francesco Lavagnino, ottimo violinista e compositore di musica da camera, sinfonica sacra e teatrale e di numerosissime colonne sonore di film; Natalino Otto, iniziatore del genere swing in Italia, un innovatore nel campo della musica leggera; Giancarlo Acquisti studioso del periodo barocco (direttore dell'Antologia Monografica dal Barocco ai Tempi Nostri) e compositore.

### Da Bindi ai Buio Pesto
Negli anni sessanta a Genova nasce un movimento che, seppur in altri termini, forme e consistenza musicale, sembra ricalcare la filosofia del cenacolo trobadorico di Lanfranco Cigala: un gruppo di giovani, di provenienze ed esperienze diverse nel campo poetico e musicale, trova a Genova un ideale punto d'incontro. L'influsso degli chansonnier d'oltralpe, in alcuni di loro, è evidente. Nell'immaginario collettivo vengono definiti cantautori. I genovesi di nascita sono due: Umberto Bindi e Fabrizio De André.

Bindi, musicalmente il meglio preparato, si propone con una melodia raffinata e articolata. Il suo Arrivederci (1959) ha un notevole connotato di rinnovamento della canzone italiana. De Andrè primeggia per la sua vena poetica e la grande attenzione che pone nella scelta delle storie ed argomenti che affronta. Il suo melodiare semplice ed efficace lo rende facilmente comprensibile al popolo. Dopo un inizio stentato, tanto da fargli meditare l'abbandono, ottiene un improvviso, inatteso successo con La canzone di Marinella che segna la svolta alla sua carriera.
Ivano Fossati, uno dei più colti artisti della scena musicale italiana, più musicista che cantautore, autore di memorabili canzoni scritte anche per altri, nasce e vive nella città ligure.
Gli altri cantautori hanno provenienze diverse come diverse sono le loro attività iniziali. Gino Paoli è nato a Monfalcone: originariamente pittore grafico, senza specifiche conoscenze musicali, si dedica alla canzone in modo casuale, ma ciò non gli impedisce di inanellare una lunga serie di successi da Il cielo in una stanza a Sapore di sale, Senza fine, ecc.
Luigi Tenco è nato a Cassine ma la famiglia si trasferisce a Genova quando lui ha circa dieci anni. In lui, più che in altri, si avverte l'influsso degli chansonnier: Prévert, Kosma (la loro Feuilles mortes aleggia in Mi sono innamorato di te), Brassens, Brel. Infine Bruno Lauzi, nato ad Asmara ma cresciuto a Genova, autore, fra i tanti brani, di quel Il Poeta che potrebbe essere considerato il "manifesto" di questo gruppo di creativi. Ironico, malinconico, realista, nonostante le numerose canzoni di successo, sconta una certa indifferenza da parte dei critici e dei discografici.
A Genova, città nella quale è presente un Museo delle Musiche dei Popoli, hanno mosso i primi passi anche Francesco Baccini, i Matia Bazar, i New Trolls, i Ricchi e Poveri e in tempi recenti Max Manfredi con il gruppo musicale La Rionda (che promuove un recupero dei canti tradizionali di Liguria), premiato dalla Regione Liguria come Capostipite della nuova generazione dei cantautori genovesi.
Tra gli artisti che in passato hanno propagandato la canzone dialettale genovese in tutto il mondo vanno menzionati Emilio Fossati, Mario Bertorello, Rossana Sasso e I Canterini Vecchia Sturla (Trallallero). Attivi il gruppo dei Buio Pesto - per la musica moderna dialettale - il coro Monte Cauriol, il complesso vocale e strumentale de I Madrigalisti di Genova, il gruppo vocale e strumentale Ars Antiqua, il coro femminile del Genova Vocal Ensemble per la musica classica ed il gruppo vocale strumentale dei Folksingers per i gospel e gli spiritual.
Genova è sede della FIM, la Fiera Internazionale della Musica, una delle manifestazioni culturali dedicate alla musica fra le più importanti in Italia. L'evento si svolge alla Fiera di Genova. Durante l'ultima edizione, fra i tanti, hanno ritirato i FIM Awards i genovesi Buio Pesto, i Tuamadre, l'Orchestra Bailam, Roberto Tiranti, Fabrizio Casalino e Claudia Pastorino.

## Gastronomia

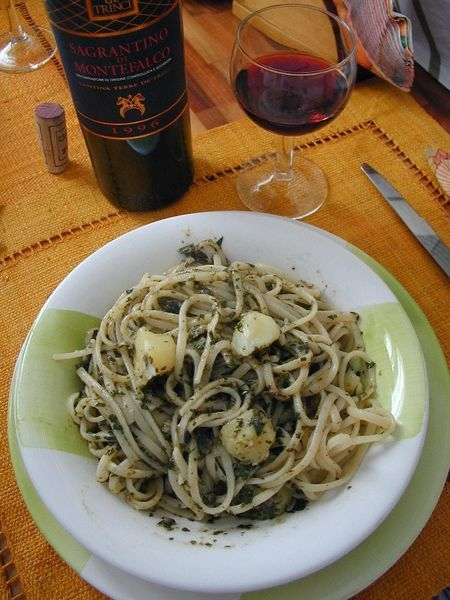
Trenette al pesto

Fu a Genova che nel 1574 si costituì la prima Corporazione dei Pastai con un proprio statuto (Capitoli dell'arte dei Fidelari).

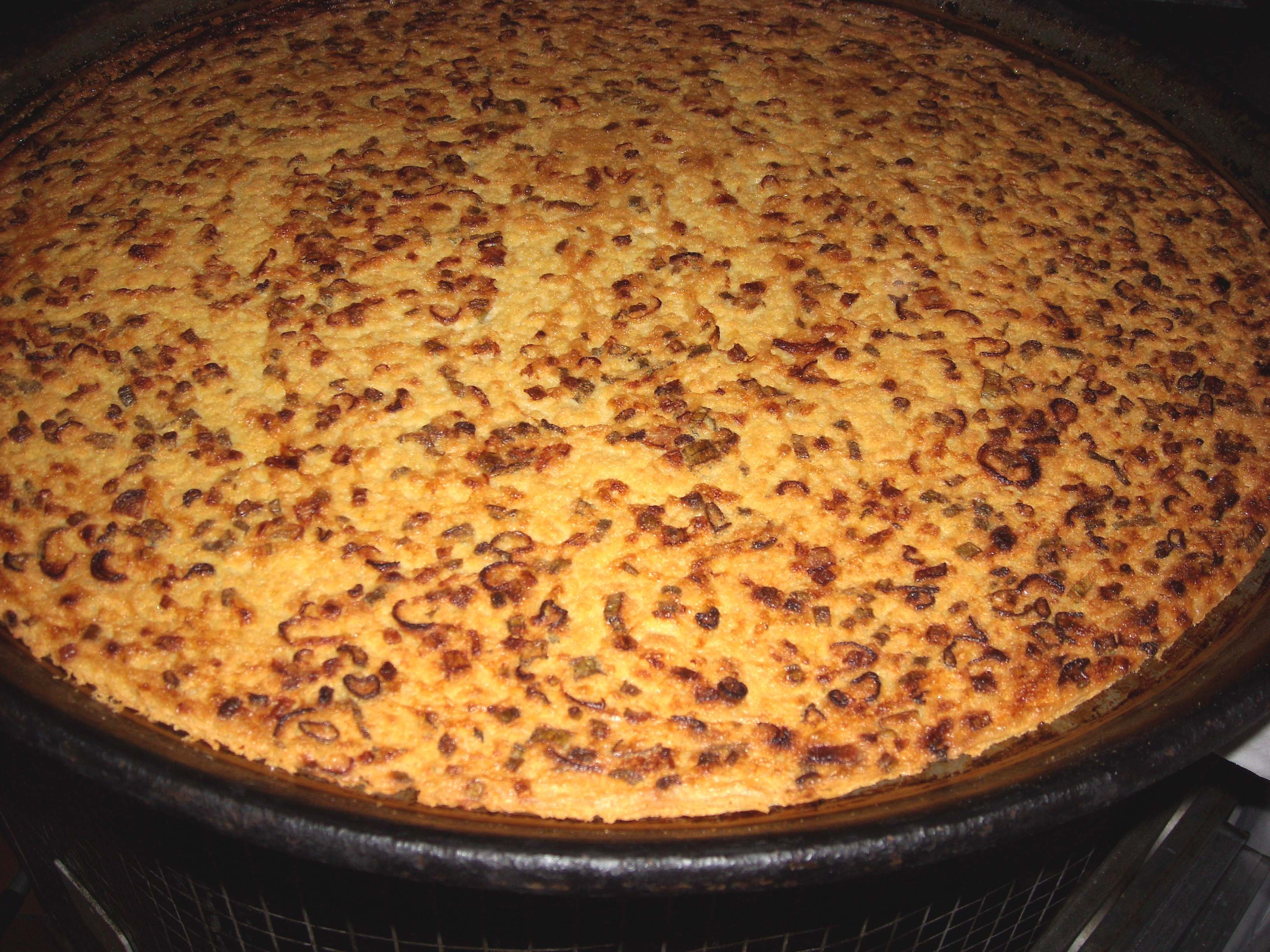
Farinata con cipollotti, tipica variante ligure

Oltre alla rivendicata paternità del pesto, della focaccia genovese, dei blue-jeans e del gioco del lotto, Genova lega il suo nome anche alla nascita, insieme ad altre città, dell'usanza dell'aperitivo.

## Eventi di fama mondiale
- 1992: Expo Genova 1992, anche diversamente chiamata Colombiadi, fu un'esposizione universale di carattere internazionale e specializzato, che insieme a quella di Siviglia, costituiva l'Expo mondiale del 1992.
- 2001: 27° G8 mondiale
- 2002: Campionati del mondo di canottaggio giovanile
- 2004: Genova capitale europea della cultura 2004, insieme a Lilla

## Leggende
La leggenda metropolitana più nota è quella che riguarda la cosiddetta vecchina di vico dei Librai, un'anziana donna che rimase uccisa durante i bombardamenti sulla città della seconda guerra mondiale mentre si recava a fare la spesa. Vico dei Librai non esiste più, ma lo spirito della vecchina comparirebbe per chiedere ai passanti che incontra la direzione per tornare a casa, scomparendo poi nel nulla. Altra versione della leggenda narra che un giovane chiese alla vecchina degli spiccioli in elemosina, trovandosi fra le mani una banconota da 1 000 lire, fuori corso da decenni.
Tra le principali figure leggendarie cittadine quelle di Pacciûgo e Pacciûga, risalenti probabilmente all'XI secolo.
Alla fine anni settanta, vi fu il presunto avvistamento di un UFO a Marzano presso Torriglia raccontato da un metronotte, Fortunato Zanfretta. Le esperienze di Zanfretta furono riprese nel film commedia surreale InvaXön - Alieni in Liguria.